# 芒特赫蒙 (新澤西州)
芒特赫蒙（英語：Mount Hermon）是位於美國新澤西州沃倫縣的普查規定居民點。

## 人口
根據2020年美國人口普查的數據，芒特赫蒙的面積為2.54平方千米，當中陸地面積為2.42平方千米，而水域面積為0.12平方千米。當地共有人口172人，而人口密度為每平方千米67.72人。